# تلاسکالا
تلاکسکالا (به اسپانیایی: Tlaxcala) یکی از ۳۱ ایالت مکزیک است که در خاور شهر مکزیکو جای‌دارد.
مرکز این ایالت تلاسکالا سیتی است.
این ایالت دربرگیرندهٔ ۶۰ شهرداری‌است. جمعیت تلاکسکالا برپایهٔ سرشماری ۲۰۰۵ برابر با ۱،۰۶۸،۲۰۵ تن برآورد شده‌است. تلاکسکالا ایالتی‌است کوهستانی.
تلاکسکالا پیش از چیرگی اسپانیاییان بر آمریکا دولتی مستقل داشته و هیچ‌گاه زیر فرمان آزتکها نبوده‌است. 